# Marjorie Fulton
Marjorie Fulton (de nom de casada Marjorie Harrell; de soltera Marjorie McAllister Fulton; Oklahoma (Oklahoma County), 28 de desembre de 1909 - Dallas, Dallas County (Texas), 3 de novembre de 1962) va ser una violinista de concert i una distinguida pedagoga musical nord-americana.

## Carrera
Fulton va començar a estudiar piano als nou anys, el 1918a la seva ciutat natal. Va assistir al Curtis Institute of Music i va gaudir beques a la The Juilliard School, on es va graduar amb honors el 1935. Mentre estava a Curtis, Fulton va conèixer a Mack Harrell. Va estudiar violí a la Universitat d'Oklahoma City i va continuar els estudis de violí a Curtis. Es va casar amb Harrell el 1935 a la ciutat de Nova York, el mateix any que va rebre el seu diploma de postgrau de Juilliard. Mack Harrell va florir com a baríton de concerts i òpera, sobretot amb la Metropolitan Opera, i Fulton va continuar actuant i ensenyant. Un dels seus tres fills, Lynn Harrell, nascut el 1944, va ser un violoncel·lista de renom internacional.
Fulton va actuar amb molts grups importants d'arreu del món i va donar concerts al The Town Hall (debut — 4 de febrer de 1953) i al Carnegie Hall de la ciutat de Nova York, i al Jordan Hall de Boston (1936–1937).
Com a professora de violí, Fulton va ensenyar de manera privada a Boston (de 1936 a 1937), Nova York i Dallas. Va ensenyar a la "Universitat de North Texas College of Music", a partir de 1958, i es va convertir en artista resident allà el 1960. També havia ensenyat a l'Aspen Music Festival and School, on el seu marit va ser director des de 1954 fins a la seva mort el 1960.

## Mort
Fulton, mentre estava a la facultat de North Texas, va morir a Dallas, Texas, a causa de les ferides rebudes, sis dies després d'un accident de dos vehicles mentre viatjava de Denton a Fort Worth amb el pianista Jean Mainous per fer un recital. Dos anys abans (1960), el seu marit, Mack Harrell, havia mort de càncer. El compositor modernista Samuel Adler, membre de la facultat de composició del nord de Texas el 1962, va dedicar la seva composició de 1962, Elegy for Strings, a Marjorie Fulton Harrell. L'obra va ser interpretada dues vegades al novembre de 1962 per l'Orquestra Simfònica de Dallas, dirigida per Donald Johano.